# Werner Gamerith

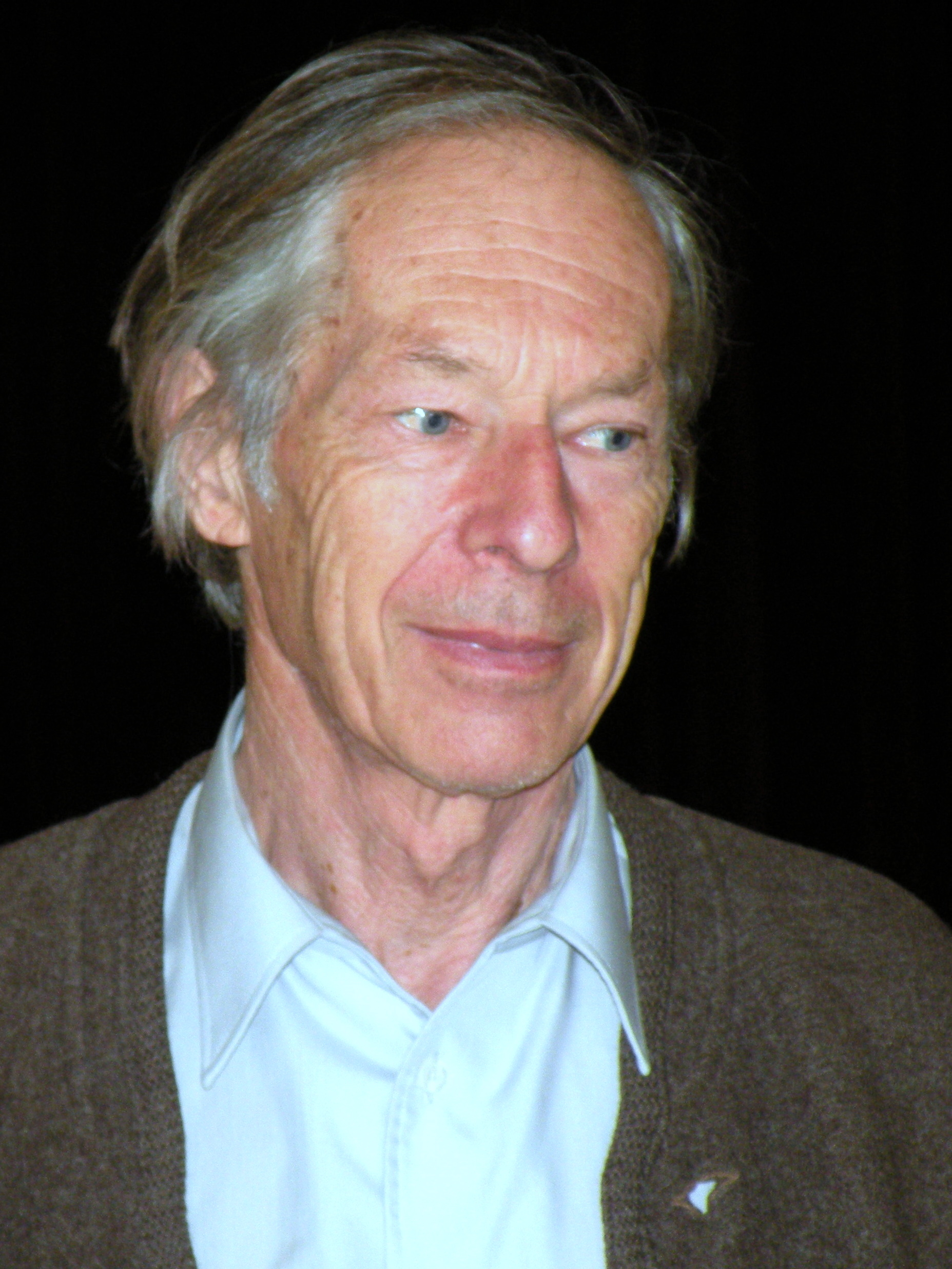
Werner Gamerith

Werner Gamerith (* 1939 in Mödling) ist österreichischer Kulturtechniker und Wasserwirtschafter, Umweltaktivist, Anti-Atom-Pionier, Autor und Fotograf.

## Leben
Werner Gamerith wurde als Sohn eines Lehrers und Malers geboren, wuchs in Eggenburg auf und maturierte im Realgymnasium Horn. Er studierte an der Universität für Bodenkultur Wien Kulturtechnik und Wasserwirtschaft, übte diesen Beruf aber nie aus.
Schon in der Kindheit wurde die Berührung mit der Natur ein wichtiges Anliegen und er verbrachte viel Zeit mit der Sammlung bestimmter Pflanzen, Beobachtung von Tieren, Fotografieren und Kampieren im mittleren Kamptal.
Gemeinsam mit seiner Frau Tatjana Gamerith (1919–2021), einer diplomierten Grafikerin, wollte er möglichst in der Natur leben und die beiden verwirklichten diesen Entschluss in Waldhausen im Strudengau, wo sie einen kleinen Bauernhof erwarben und restaurierten.
Es entstand eine Siebdruckwerkstatt für textilen Handdruck, ein Biogarten für Gemüse, Kartoffeln und Beeren, ein Naturgarten mit Zier- und Wildblumen und 1983 der erste Naturschwimmteich mit einer Barriere zwischen Bade- und Pflanzenbereich.

## Umweltbewegung
Gamerith nahm Kontakt mit Pionieren der Ökologiebewegung auf und korrespondierte mit Hans Martin Steiner, Peter Weish, Eduard Gruber, Gernot Graefe, Bernd Lötsch, Erhard Kraus, Karlheinz Baumgartner und anderen.
Ab 1972 entstanden zahlreiche Zeitungsartikel, Vorträge und Radiosendungen mit Themen wie:
- zerstörerische Verschwendungsideologie
- unabsehbare Risiken der Atomenergie
- biologische Landwirtschaft als Ausweg aus der Sackgasse der Agrarindustrie

1980 bis 1983 engagierte sich Gamerith in der letztlich erfolgreichen Bürgerinitiative "Rettet das Kamptal" gegen einen geplanten Kraftwerkspeicher im mittleren Kamptal mit Artikeln, Fotoexkursionen und Diavorträgen.
1984 wurde ihm und seiner Frau Tatjana von Konrad Lorenz und Bundesminister Kurt Steyrer der Konrad-Lorenz-Preis für Umweltschutz für die Verbindung von Kunst und Ökologie verliehen.
Ebenfalls 1984 beteiligte er sich an der Besetzung der Stopfenreuther Donau-Au bei Hainburg.
Ab 1985 erfolgten Veröffentlichungen und Diavorträge zum Thema Naturgarten. In der zweiten Hälfte der 1980er-Jahre wirkte er als Autor und Fotograf an naturbezogenen Bildbänden, an der Produktion von Tonbildschauen und einigen Forschungsaufträgen mit.
1993 wurde ihm der Josef Schöffel Förderpreis für Naturschutz des Landes Niederösterreich verliehen.
In den 1990er-Jahren und Anfang der 2000er-Jahre gestaltete Gamerith zahlreiche Kurzbeiträge für Radio Oberösterreich mit dem Titel "Leben mit der Natur" und veröffentlichte weitere Bildbände. Ab 1999 arbeitete er an der Aktion "Natur im Garten" des niederösterreichischen Umweltlandesrates und der niederösterreichischen Umweltberatung mit.
Gamerith hält Vorträge auch zu spezielleren Naturthemen, wie zum Beispiel:
- Wasser – Quelle und Sinnbild des Lebens
- Der Mensch als Gärtner der Erde
- Naturfotografie im Garten
- Tiere im Naturgarten

## Auszeichnungen
- Österreichischer Naturschutzpreis 2015[1]

sowie jeweils gemeinsam mit Tatjana Gamerith:
- Franz-Carl-Lipp-Preis für handwerkliche Gestaltung 1975
- Konrad-Lorenz-Preis für Umweltschutz 1984
- Josef-Schöffel-Förderpreis 1993

## Veröffentlichungen in Buchform
- mit Dieter Bogner und Friedrich B. Polleross: Zwischen Bedrohung und Bewahrung: Das Kamptal. Eine ökologische Parabel. Wien 1987, ISBN 3-85447-259-5.
- Donauauen: Naturreichtum im Nationalpark. Innsbruck 1999, ISBN 3-7022-2251-0.
- Naturgarten. Der sanfte Weg zum Gartenglück. Wien 2000, ISBN 3-85498-052-3.
- Lechtal: Eine Landschaft erzählt ihre Geschichte. Innsbruck 2002, ISBN 3-7022-2103-4.
- Wachau: Lebensräume einer Kulturlandschaft. Innsbruck 2003, ISBN 3-7022-2514-5.
- Tiere im naturnahen Garten: Garten kurz & gut. Wien 2006, ISBN 3-7040-2136-9.
- Gehölze im naturnahen Garten. Wien 2007, ISBN 978-3-7040-2252-3.
- Mein Naturgarten. Glück und Geheimnis. Brandstätter, Wien 2013. ISBN 978-3-85033-728-1
- Ötscherland: Natur erleben zwischen Bauernland und Bergwildnis. Innsbruck 2009, ISBN 978-3-7022-3044-9.
- Kamptal – die Natur einer Kulturlandschaft. Berger Horn 2012, ISBN 978-3-85028-550-6.
- Wienerwald. Naturjuwel zwischen Stadt und Gebirge. Tyrolia Innsbruck 2019. ISBN 978-3-7022-3729-5.
- Botschaft der Natur. Tyrolia Innsbruck 2019. ISBN 978-3-7022-3732-5.